# Box of Tricks
A Box of Tricks a brit Queen együttes 1992-ben megjelent limitált példányszámú díszdobozos kiadványa. A doboz kizárólag postai úton volt megrendelhető a nemzetközi Queen Fan Clubon keresztül. Tartalmazott egy 1974-es, korábban kiadatlan koncertfilmet VHS-en, egy válogatásalbumot CD-n vagy magnókazettán (kérés szerint), egy jelvényt és egy felvarrót a Queen-címerrel, egy Queen feliratú fekete pólót, egy 32-oldalas fotóalbumot, és egy nagyméretű posztert az összes addigi Queen-lemez borítóképével. A Box of Tricks ma már csak gyűjtőktől szerezhető be.

## The 12" Collection
A díszdoboz válogatásalbuma. Az első és az utolsó dal kivételével az albumon szereplő dalok mindegyike a nagylemezes eredetitől eltérő, kibővített vagy remixelt verzió.

### Számlista
1. Bohemian Rhapsody – 5:59
2. Radio Ga Ga – 6:53
3. Machines (Back to Humans) - Instrumental – 5:08
4. I Want to Break Free – 7:19
5. It's a Hard Life – 5:06
6. Hammer to Fall – 5:23
7. Man on the Prowl – 6:04
8. A Kind of Magic – 6:26
9. Pain Is So Close to Pleasure – 6:02
10. Breakthru – 5:45
11. The Invisible Man – 5:31
12. The Show Must Go On – 4:35

## Live at the Rainbow 1974
VHS videó, mono hanggal. Az 1974. november 19-20-i londoni Queen-koncertek felvételeiből összeállított 53 perces koncertfilm. Ez a két fellépés zárta a Sheer Heart Attack album angliai turnéját 1974 őszén. Eredetileg csak egy este játszottak volna, de az óriási érdeklődés miatt másnapra egy újabb koncertet is beiktattak. A koncertfilm valamiért nem került kiadásra, csak 1992-ben a Box of Tricks részeként. Korábban, 1976-ban, az angliai mozikban vetítettek belőle egy 30 percesre szerkesztett változatot.

### Számlista
1. Procession
2. Now I'm Here
3. Ogre Battle
4. White Queen (As It Began)
5. In the Lap of the Gods
6. Killer Queen
7. The March of the Black Queen
8. Bring Back That Leroy Brown
9. Son and Daughter
10. Guitar solo
11. Father to Son
12. Keep Yourself Alive
13. Liar
14. Son and Daughter (reprise)
15. Stone Cold Crazy
16. In the Lap of the Gods... revisited
17. Jailhouse Rock
18. God Save the Queen